# Ібасте
І́басте (ест. Ibaste küla) — село в Естонії, у волості Аг'я повіту Пилвамаа.

## Населення
Чисельність населення на 31 грудня 2011 року становила 41 особу.

## Географія
Село Ібасте від адміністративного центру волості селища Аг'я відділяє річка Аг'я (ест. Ahja jõgi).
Через село проходить автошлях 184 (Аг'я — Разіна).